# Florentino Quintanar
Florentino Quintanar Torres (Ciudad de México; 21 de agosto de 1934) es un exfutbolista mexicano que jugaba de delantero. Inició su carrera en la Primera División Mexicana 1958-59 con el CD Zacatepec, con quien ganó la Copa México al final de la misma temporada.

## Selección nacional
Entre el 15 de marzo de 1960, su debut ante Brasil (1-2) y el 16 de mayo de 1961, su última aparición ante Noruega (1-1), disputó cuatro partidos con la selección mexicana.

## Palmarés

### Títulos nacionales
| Título           | Equipo    | País   | Año     |
| ---------------- | --------- | ------ | ------- |
| Copa México      | Zacatepec | México | 1958-59 |
| Segunda División | Zacatepec | México | 1962-63 |